# ضاية عوا (بحيرة)
ضاية عوا (تعني بحيرة النورس بالعامية المغربية) هي إحدى أشهر البحيرات في المغرب، وموقع وطني ذو أهمية بيولوجية وإيكولوجية ومنطقة ذات أهمية دولية للطيور المهاجرة، مصنفة ضمن قائمة رامسار للمناطق الرطبة. تقع البحيرة على تراب جماعة ضاية عوا التي أخذت إسمها من البحيرة، ضمن إقليم إفران بجهة فاس مكناس بالأطلس المتوسط. تساهم هذه البحيرة في إنعاش الحركة الاقتصادية للمنطقة بفضل النشط السياحي. سنة 2018 جفت مياه البحيرة وأصبحت أرضا قاحلة. سنة 2023 تم توقيع الاتفاقية الإطار للشراكة 2024-2023 من أجل التأهيل الإيكولوجي لبحيرة ضاية عوا.

## معرض الصور

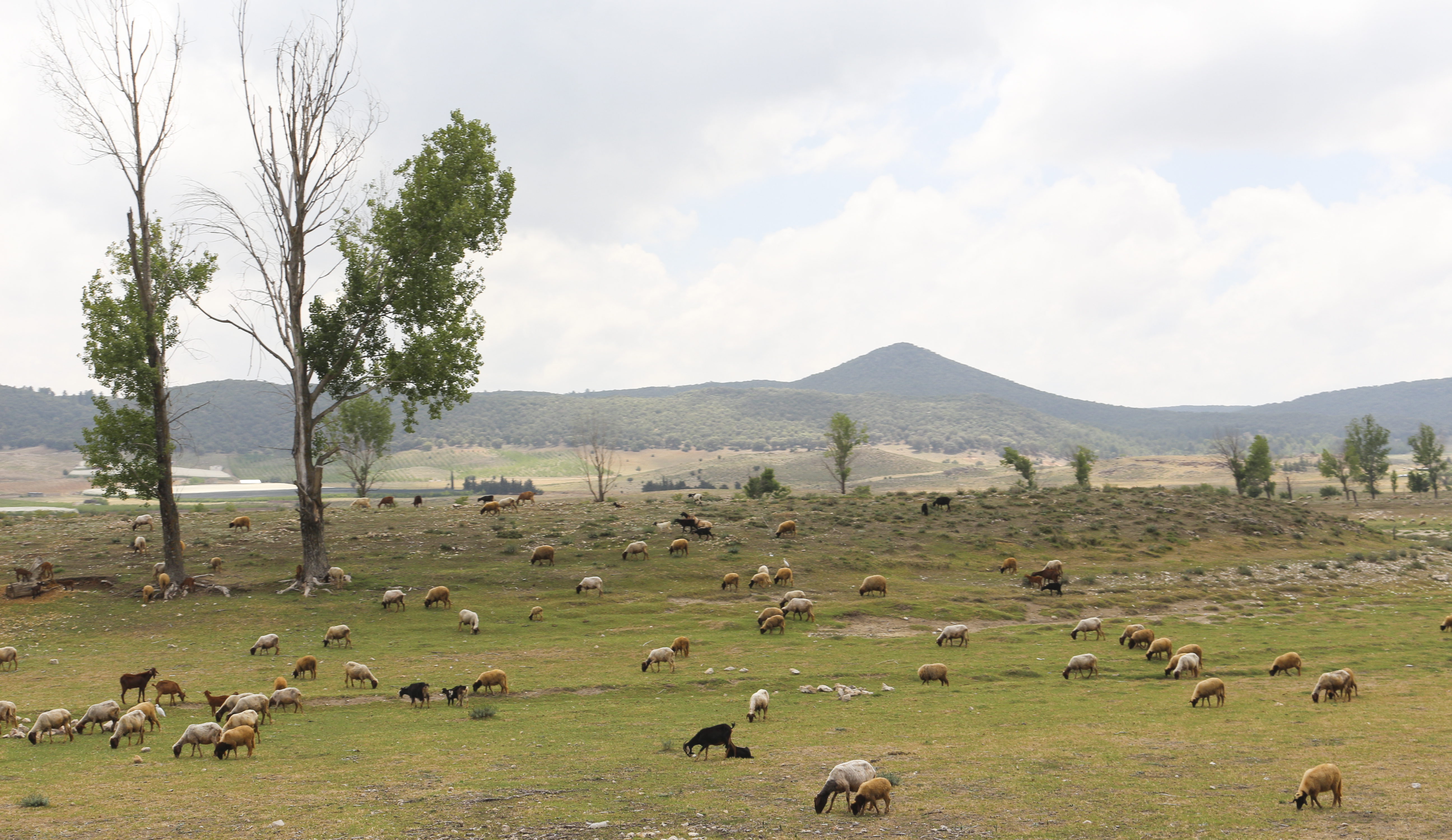
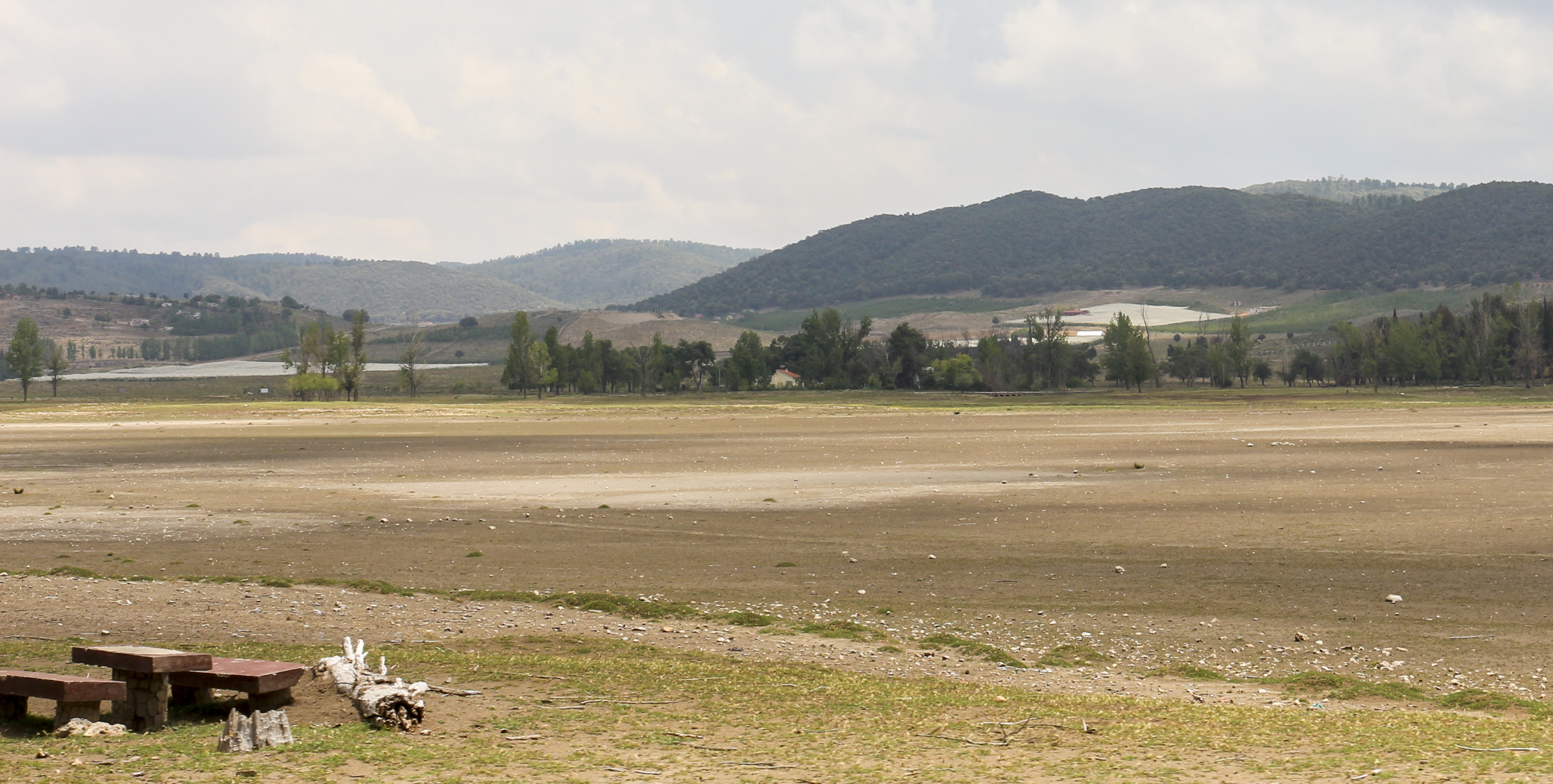
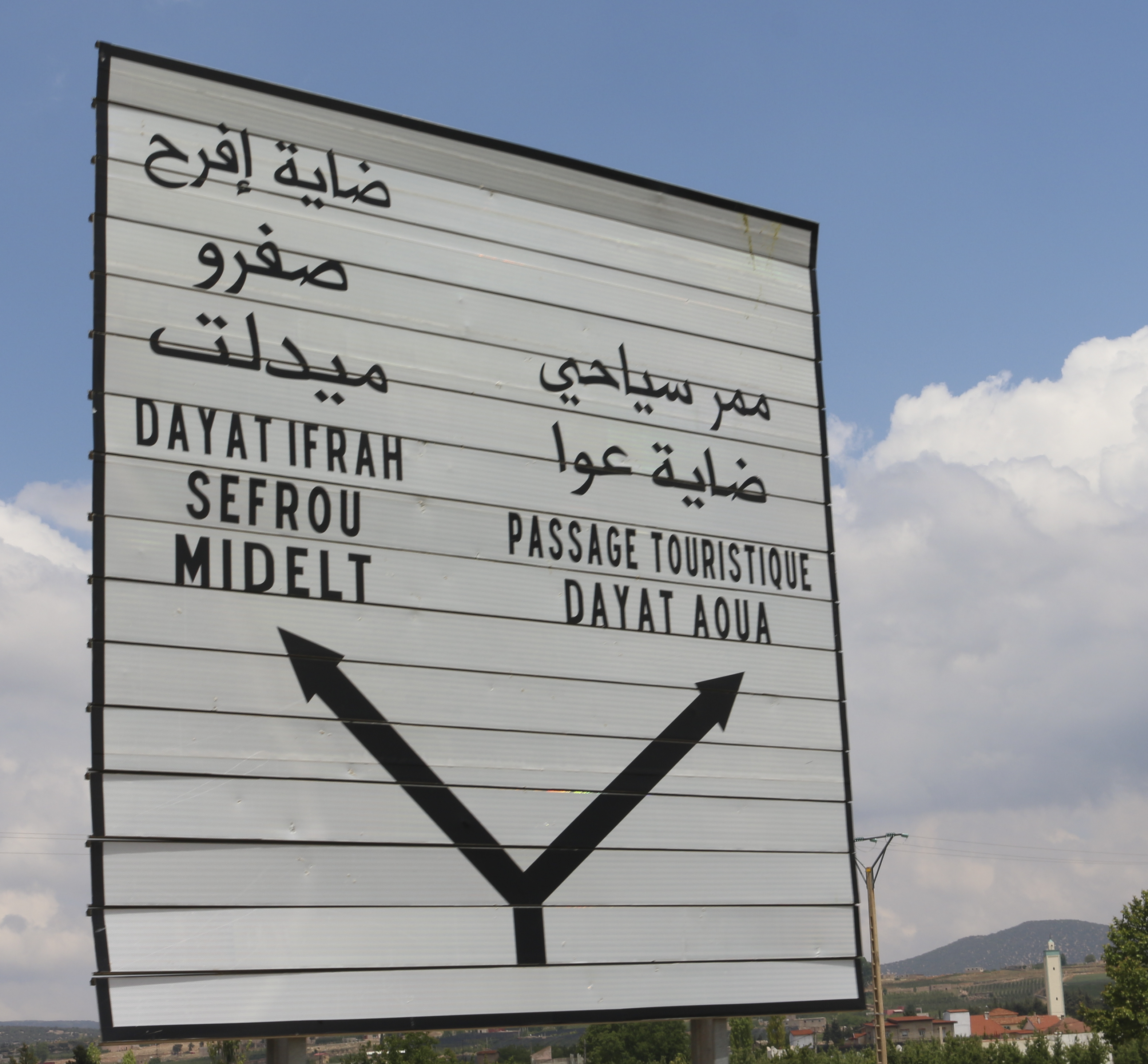
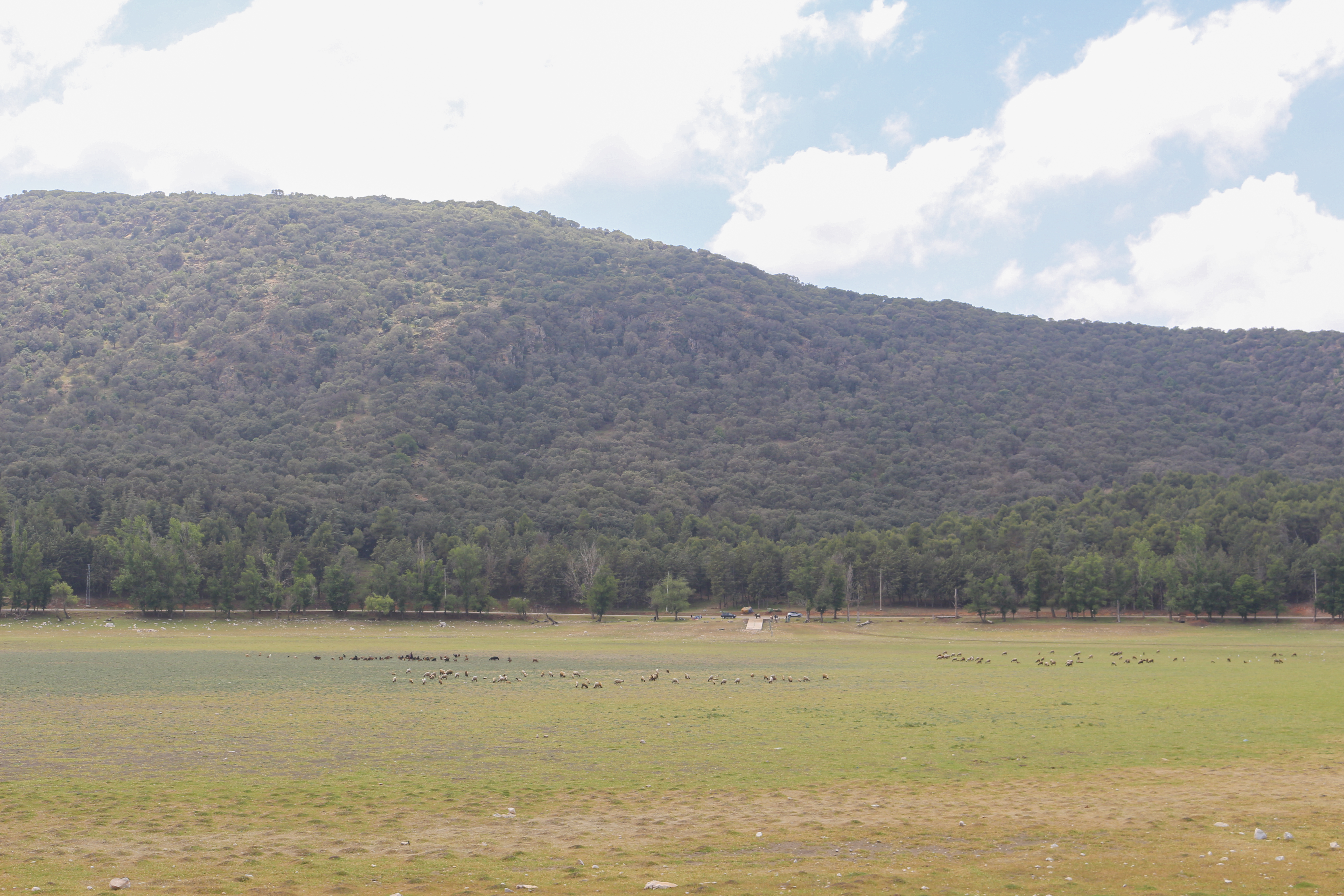
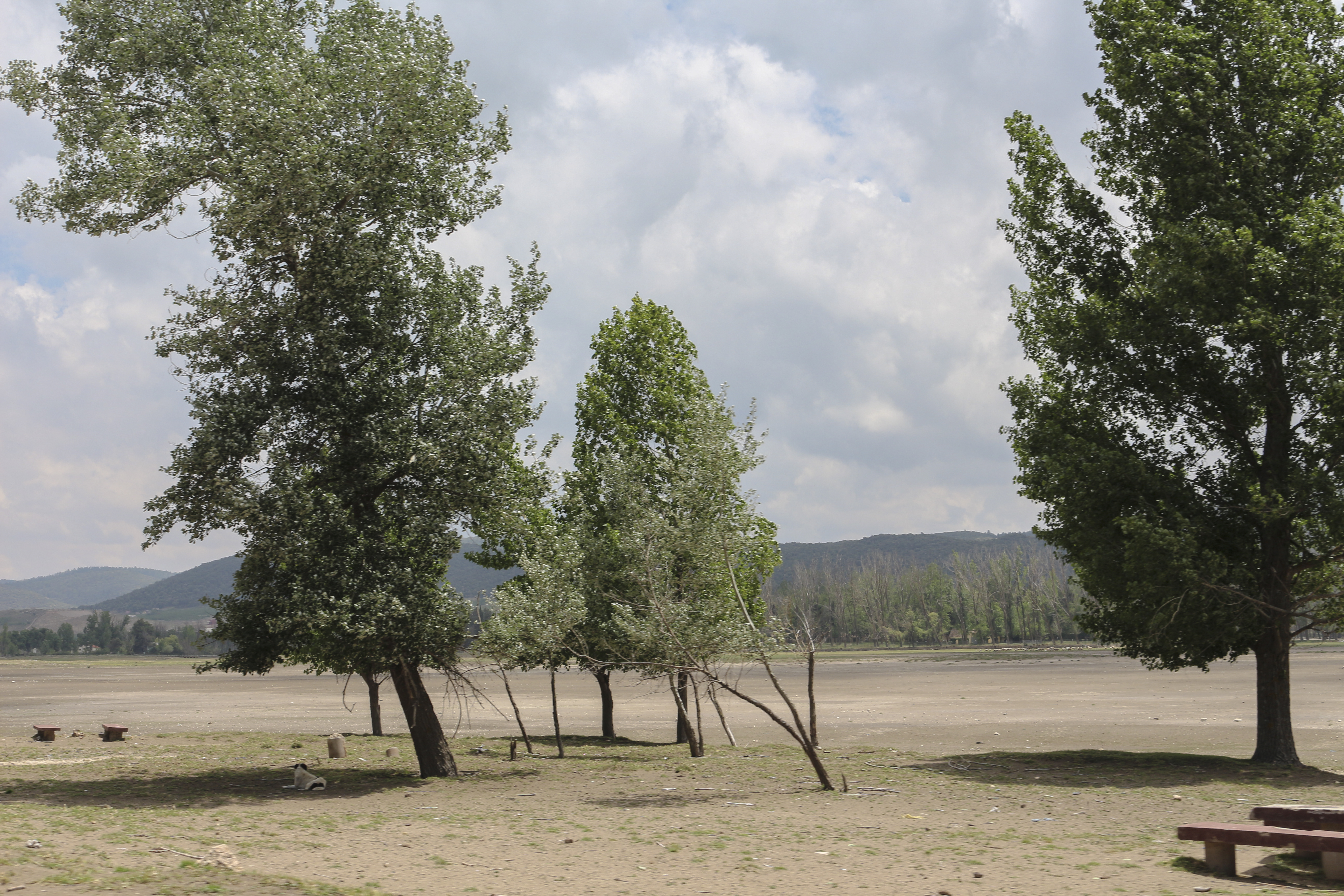
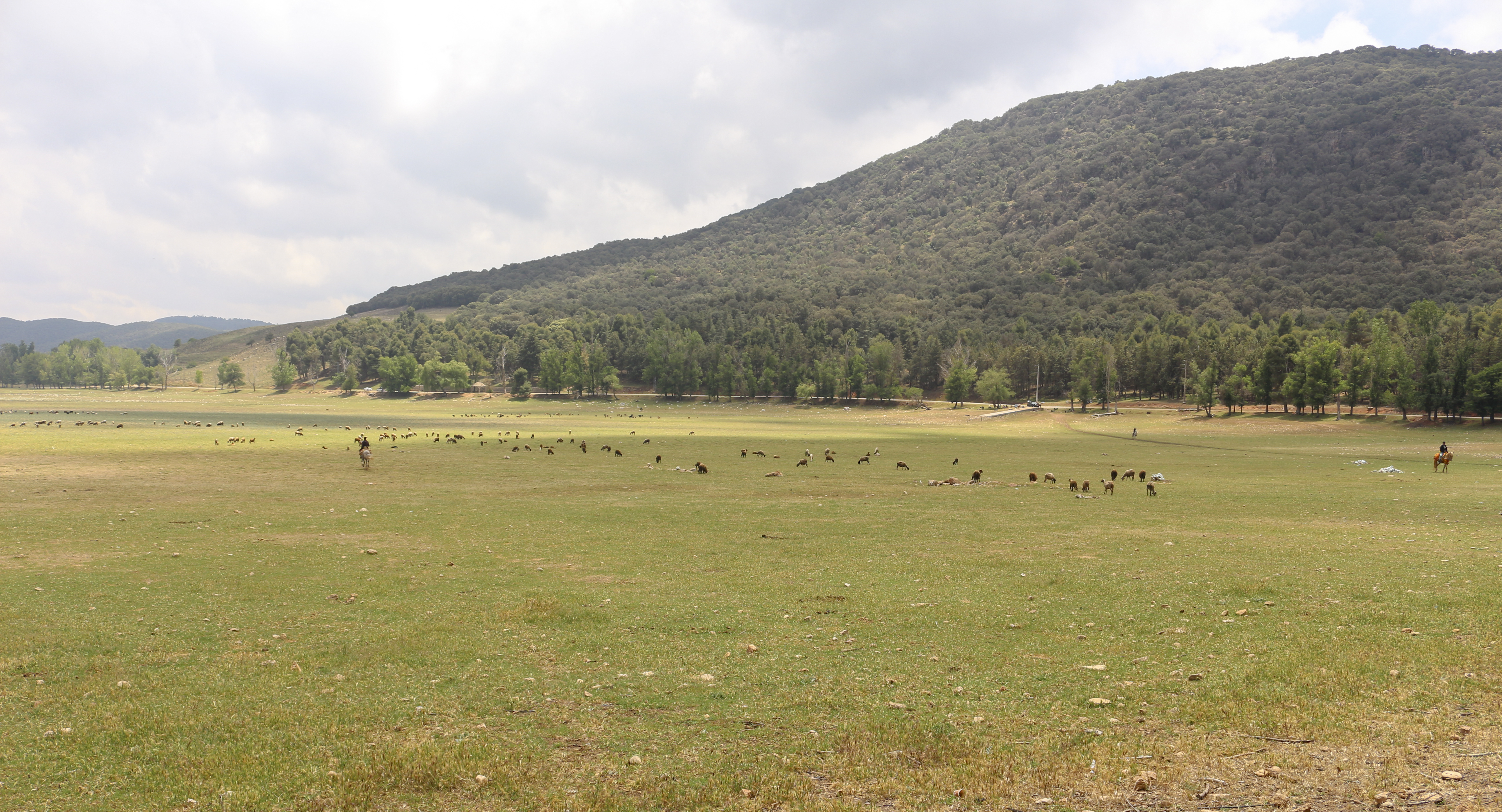
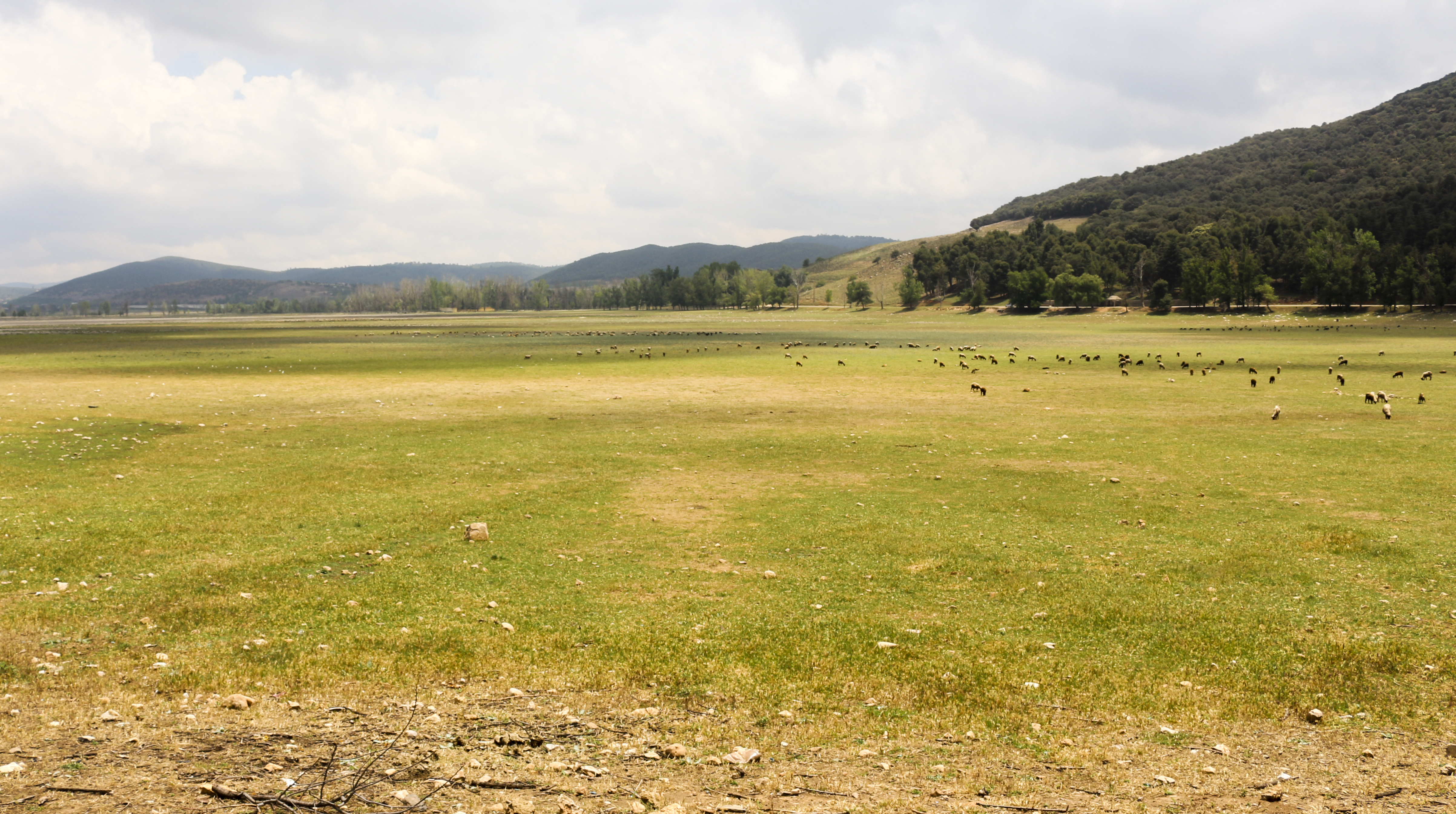